# Pulsatrix perspicillata
Pulsatrix perspicillata là một loài chim trong họ Strigidae.